# Cincinnati Reds
Cincinnati Reds là câu lạc bộ bóng chày chuyên nghiệp của Mỹ có trụ sở tại Cincinnati, bang Ohio. Reds là thành viên bảng miền Trung, chi giải National League (NL) của hệ thống Giải bóng chày nhà nghề Mỹ (MLB). CLB được thành lập vào năm 1881, là thành viên sáng lập của chi giải American Association of Base Ball Clubs (AA) đã ngừng hoạt động trước khi gia nhập NL vào năm 1890.  
CLB Reds đã chơi tại bảng miền Tây NL từ năm 1969 đến năm 1993, trước khi gia nhập bảng miền Trung vào năm 1994. Trong nhiều năm của thập niên 1970, họ được coi là đội bóng thống trị tại hệ thống giải MLB, với việc giành chức vô địch World Series năm 1975 và 1976; trong thời gian này, đội hình của Reds còn được gọi là "Big Red Machine" (tạm dịch là Siêu Cỗ máy Đỏ), bao gồm các thành viên Đại sảnh Danh vọng là Johnny Bench, Joe Morgan và Tony Pérez, cùng với Pete Rose, người nắm kỷ lục mọi thời đại về số hit ghi được trong sự nghiệp tại MLB. Tổng cộng, CLB Reds đã giành được năm chức vô địch World Series, chín chức vô địch NL, một chức vô địch AA và 10 danh hiệu vô địch bảng đấu. CLB có sân nhà là Great American Ballpark, được mở cửa vào năm 2003. Bob Castellini là CEO của Reds kể từ năm 2006. Từ năm 1882 đến năm 2024, thành tích thắng-thua của Reds là 10,934 thắng – 10,766 bại – 139 hòa (tỷ lệ chiến thắng 0,504 ). 

## Lịch sử

### CLB Reds và giải American Association (1881–1889)
Nguồn gốc của CLB bóng chày Cincinnati Reds hiện đại bắt nguồn từ một đội bóng cùng tên tồn tại trước đó, vốn bị trục xuất khỏi giải National League. 
Năm 1876, CLB Cincinnati Reds tiền thân trở thành một trong những thành viên sáng lập của National League (NL) mới. Tuy nhiên, câu lạc bộ đã gặp rắc rối với chủ tịch lâu năm của giải đấu và cũng là người phụ trách sắp xếp lịch thi đấu William Hulbert vì bán bia trong các trận đấu và cho thuê sân nhà của câu lạc bộ vào Chủ Nhật, những biện pháp giúp thu hút đông đảo người gốc Đức trong thành phố ủng hộ đội bóng. Mặc dù Hulbert đã nói rõ sự phản đối với cả việc kinh doanh bia và bóng chày Chủ Nhật vì lí do tôn giáo khi giải đấu được thành lập, nhưng các hoạt động trên không vi phạm quy định của giải đấu vào thời điểm đó. Tuy nhiên, vào ngày 6 tháng 10 năm 1880, chủ sở hữu bảy trong số tám đội đã thông qua cam kết cấm cả bia và tổ chức bóng chày ngày Chủ Nhật tại cuộc họp thường kỳ của giải đấu vào tháng 12. Chủ tịch Cincinnati WH Kennett là người duy nhất từ chối ký vào bản cam kết, và bị các chủ sở hữu khác khai trừ CLB khỏi giải đấu vì vi phạm các quy tắc mới vẫn chưa có hiệu lực. 
Việc khai trừ Cincinnati đã khiến biên tập viên thể thao OP Caylor của tờ Cincinnati Enquirer vô cùng tức giận, và đã hai lần cố thành lập một giải đấu mới để đón về đội Reds đang phá sản. Khi những nỗ lực trên thất bại, ông đã thành lập một câu lạc bộ độc lập mới có tên là Red Stockings vào mùa xuân năm 1881 và đưa đội đến St. Louis để du đấu vào cuối tuần. Trận đấu đầu tiên của Reds là chiến thắng 12–3 trước CLB St. Louis. Sau khi loạt trận năm 1881 diễn ra thành công, Caylor và cựu chủ tịch Reds tiền thân Justus Thorner nhận được lời mời từ doanh nhân Horace Phillips từ Philadelphia để tham dự cuộc họp của một số câu lạc bộ tại Pittsburgh, với kế hoạch thành lập một giải đấu mới để cạnh tranh với NL. Tuy nhiên, khi đến nơi, Caylor và Thorner phát hiện không có chủ sở hữu nào khác chấp nhận lời mời, thậm chí ngay cả Phillips cũng từ chối dự cuộc họp do mình khởi xướng. Tình cờ, hai người gặp được cựu cầu thủ ném bóng Al Pratt, người đã giới thiệu họ với cựu chủ tịch Pittsburgh Alleghenys H. Denny McKnight. Cả ba cùng nhau vạch ra một kế hoạch thành lập một giải đấu mới bằng cách gửi điện tín cho các chủ sở hữu đã được mời tham dự cuộc họp, trong đó nói rằng mỗi người họ là người duy nhất không tham dự và mọi người đều rất hào hứng với dự án mới này và mong chờ dự cuộc họp thứ hai ở Cincinnati. Tiểu xảo này đã thành công và giải American Association hay Hiệp hội Hoa Kỳ (AA) chính thức được thành lập tại Khách sạn Gibson ở Cincinnati. CLB Reds mới do Thorner làm chủ tịch trở thành thành viên sáng lập của AA. 

### Cincinnati trở về National League (1890–1911)

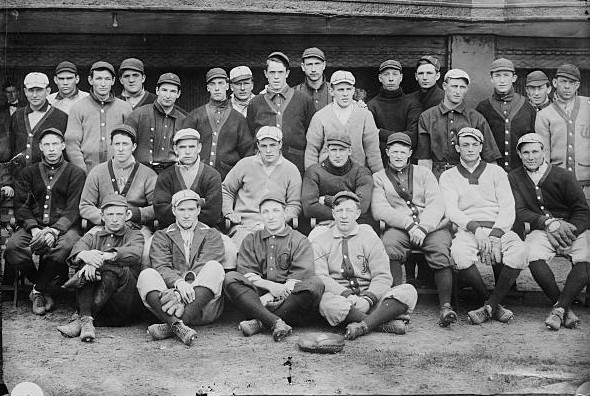
Đội bóng chày Cincinnati Reds năm 1909

Cincinnati Red Stockings rời American Association (AA) vào ngày 14 tháng 11 năm 1889 và gia nhập National League (NL) cùng với đội Brooklyn Bridegrooms sau tranh chấp với chủ sở hữu đội St. Louis Browns Chris von der Ahe về việc lựa chọn chủ tịch mới của liên đoàn. 
National League nhiệt tình thu nạp các đội mới, một phần là do sự ra đời của giải Players' League (tạm dịch là Liên đoàn Cầu thủ) có thể đe dọa vị thế cả hai giải đấu hiện tại, do mang mục tiêu phá vỡ điều khoản dự trù trong giao kết hợp đồng giữa cầu thủ và các đội bóng. Vì NL quyết định mở rộng số đội thành viên trong khi AA đang suy yếu nên Red Stockings đã chấp nhận lời mời tham gia National League. Sau khi rút ngắn tên thành Reds, CLB đã trải qua những năm 1890 ở hạng trung, với việc chỉ chiêu mộ các ngôi sao địa phương và các cựu binh lớn tuổi. Trong thời gian này, Reds kết thúc mùa giải cao nhất ở vị trí thứ ba (1897) và luôn cách ít nhất 10+1⁄2 trận thắng so với vị trí đầu (1890).

## Logo và đồng phục

### Logo
Trong suốt lịch sử CLB, đã xuất hiện nhiều biến thể khác nhau của logo chữ "C" hình xương đòn cổ điển. Trong những ngày đầu, logo của Reds chỉ đơn giản là chữ "C" hình xương đòn với chữ "REDS" bên trong, màu đỏ trong phông trắng. Tuy nhiên, trong những năm 1950, trong quá trình đổi tên và đổi thương hiệu của đội thành Cincinnati Redlegs vì mối liên hệ với chủ nghĩa cộng sản của từ "Reds", màu xanh lam đã được đưa vào như một phần trong phối màu của nhận diện CLB.  Trong những năm 1960 và 1970, CLB Reds đã từ bỏ màu xanh nước biển để trở về phối màu truyền thống hơn,. Một logo mới cũng xuất hiện vào năm 1972, khi logo không còn sử dụng chữ "REDS" bên trong chữ "C" nữa mà thay vào đó là hình linh vật, Mr. Redlegs, cũng như đặt tên của đội vào bên trong xương đòn "C". Vào những năm 1990, các logo của Reds đã quay trở lại với cảm hứng từ logo của đội khi họ được thành lập. 

### Đồng phục
Cùng với logo, đồng phục của đội Reds đã được thay đổi nhiều lần trong suốt lịch sử của họ. Sau khi không còn được gọi là "Redlegs" vào năm 1956, Reds đã có sự thay đổi đột phá đối với đồng phục thi đấu bằng cách sử dụng áo không tay, loại áo mà trước đó chỉ xuất hiện đúng một lần tại MLB do Chicago Cubs sử dụng. Khi thi đấu trên sân nhà hay sân khách, mũ thường màu đỏ với biểu tượng chữ "C" hình xương đòn màu trắng, cùng áo lót dài tay màu đỏ. Bộ đồng phục có màu trắng trơn với logo xương đòn chữ "C" màu đỏ ở bên trái và số đồng phục ở bên phải. Trên đồng phục sân khách, xương đòn chữ "C" đã được thay thế bằng logo "Mr. Redlegs" có ria mép, hình người đàn ông đội mũ lưỡi trai hộp có đầu hình quả bóng chày. Tất thi đấu trên sân nhà có màu đỏ với sáu sọc trắng, còn ở sân khách chỉ có ba sọc trắng.

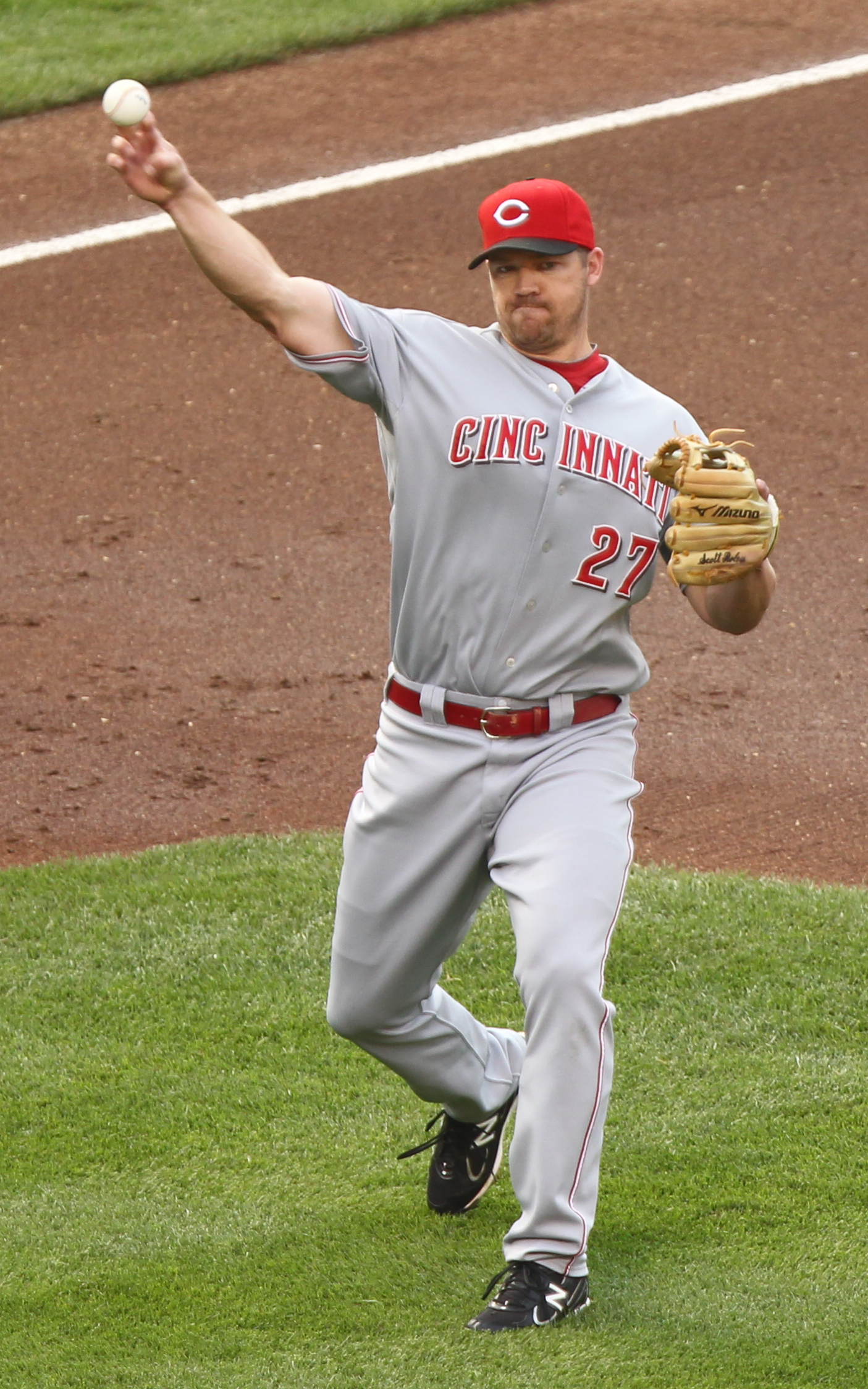
Scott Rolen đang mặc bộ đồng phục sân khách hiện tại của Reds

Đồng phục Reds lại có sự thay đổi vào năm 1961, khi thay thế biểu tượng hình xương đòn truyền thống "C" bằng logo chữ "C" hình bầu dục, nhưng vẫn tiếp tục sử dụng áo đấu không tay. Trên sân nhà, các cầu thủ Reds đội mũ trắng có lưỡi trai đỏ với chữ "C" hình bầu dục màu đỏ, áo đấu không tay màu trắng có sọc đỏ, logo hình bầu dục "C-REDS" màu đen với chữ màu đỏ ở ngực trái và số màu đỏ ở bên phải. Bộ đồng phục sân khách màu xám bao gồm mũ màu xám có chữ "C" hình bầu dục màu đỏ và lưỡi trai đỏ. Áo quần đồng phục sân khách màu xám, bao gồm cả áo không tay, có in dòng chữ "CINCINNATI" theo kiểu khối vòm ngang với số áo ở bên trái bên dưới. Vào năm 1964, họ của cầu thủ được ghi ở mặt sau của mỗi bộ đồng phục, bên dưới số áo. Những bộ đồng phục đó đã bị loại bỏ sau mùa giải năm 1966.
Bộ đồng phục năm 1993 đã loại bỏ áo chui đầu và mang lại áo sơ mi cài nút, giữ nguyên màu trắng và xám làm màu cơ bản cho đồng phục sân nhà và sân khách, nhưng bổ sung thêm sọc đỏ. Áo đấu sân nhà không có tay, để lộ nhiều hơn phần áo lót màu đỏ. Phối màu của logo "C-REDS" trên đồng phục sân nhà đã bị đảo ngược, giờ là chữ màu đỏ trên nền trắng. Một chiếc mũ sân nhà mới đã được tạo ra với lưỡi trai màu đỏ và thân mũ màu trắng có sọc kim và huy hiệu xương đòn chữ "C" màu đỏ. Đồng phục sân khách vẫn giữ nguyên mũ toàn màu đỏ, nhưng số áo được chuyển sang bên trái để giống với trang phục sân nhà hơn. Sự thay đổi bổ sung duy nhất đối với những bộ đồng phục này là việc đưa màu đen trở thành màu chính của đội Reds vào năm 1999, đặc biệt là trên đồng phục thi đấu trên sân khách. 
Lần thay đổi đồng phục gần đây nhất của đội Reds diễn ra vào tháng 12 năm 2006, khác biệt đáng kể so với đồng phục được mặc trong tám mùa giải trước đó. Mũ sân nhà trở lại với thiết kế toàn màu đỏ với chữ "C" hình xương đòn màu trắng, viền nhẹ màu đen. Những chiếc mũ đỏ lưỡi trai màu đen đã trở thành loại mũ mới trên sân khách. Ngoài ra, áo không tay đã bị loại bỏ và thay thế bằng kiểu dáng truyền thống hơn. Các con số và chữ cái cho tên ở mặt sau của áo đấu đã được thay đổi thành kiểu chữ theo phong cách đầu những năm 1900 và một "Mr. Redlegs" có ria mép hình chữ V – gợi nhớ đến logo mà Reds sử dụng trong những năm 1950 và 1960 – được đặt trên tay áo bên trái. 
Vào năm 2023, Reds và Nike, Inc. đã giới thiệu mẫu áo đấu City Connect mới, có chữ "C" được thiết kế lại trên mũ và tay áo. Đối với áo đấu, dòng chữ "CINCY" (viết tắt của Cincinnati) được in trên ngực áo. Trên cổ áo có hình biểu tượng Ohio Buckeye và phương châm của Cincinnati là "Juncta Juvant" (tiếng Latin có nghĩa là "Sức mạnh của sự đoàn kết"). Thiết kế của áo đấu là để truyền cảm hứng tầm nhìn tương lai của thiết kế đồng phục của Reds. 

## Giải thưởng và danh hiệu

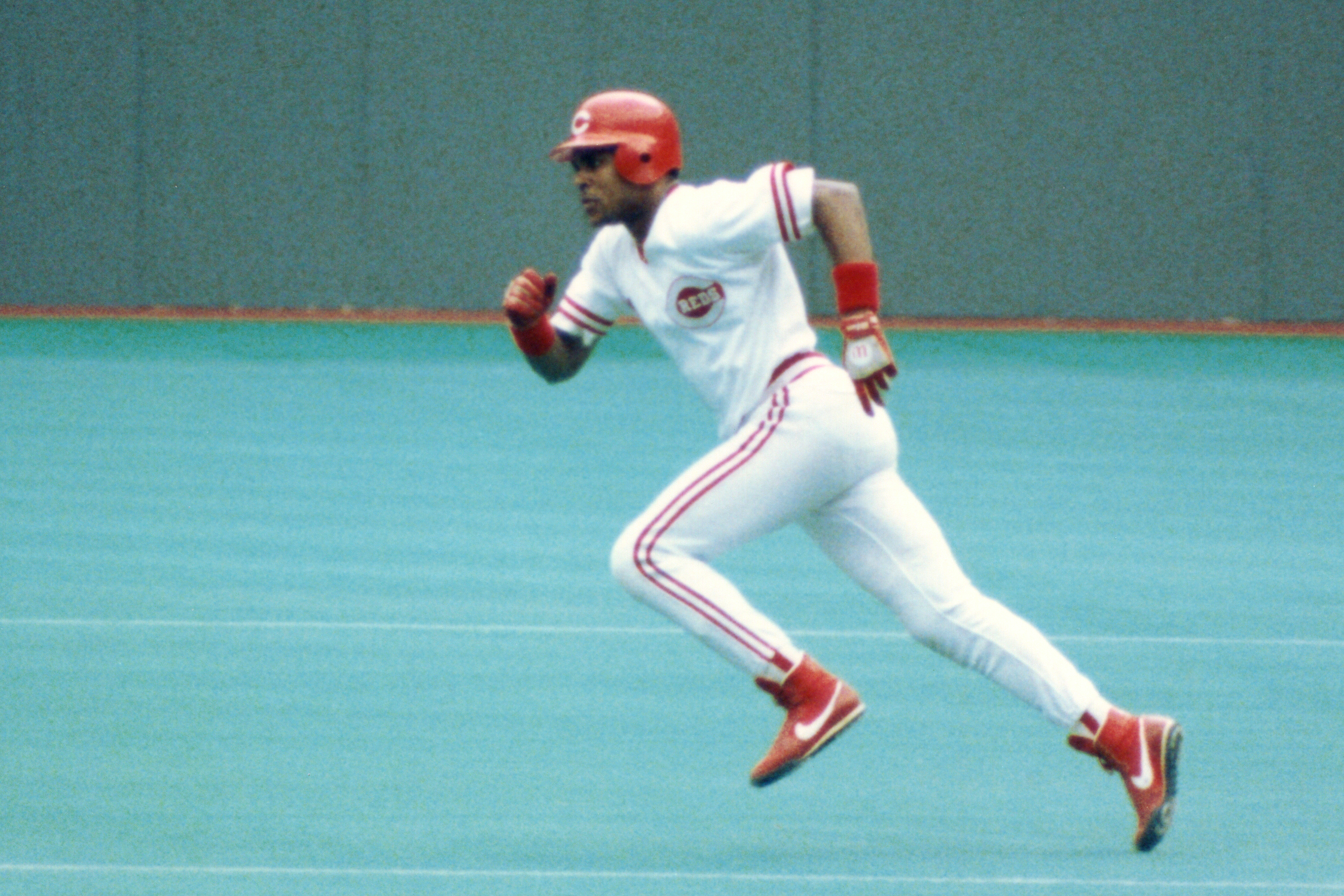
Barry Larkin chơi ở Sân vận động Riverfront năm 1990

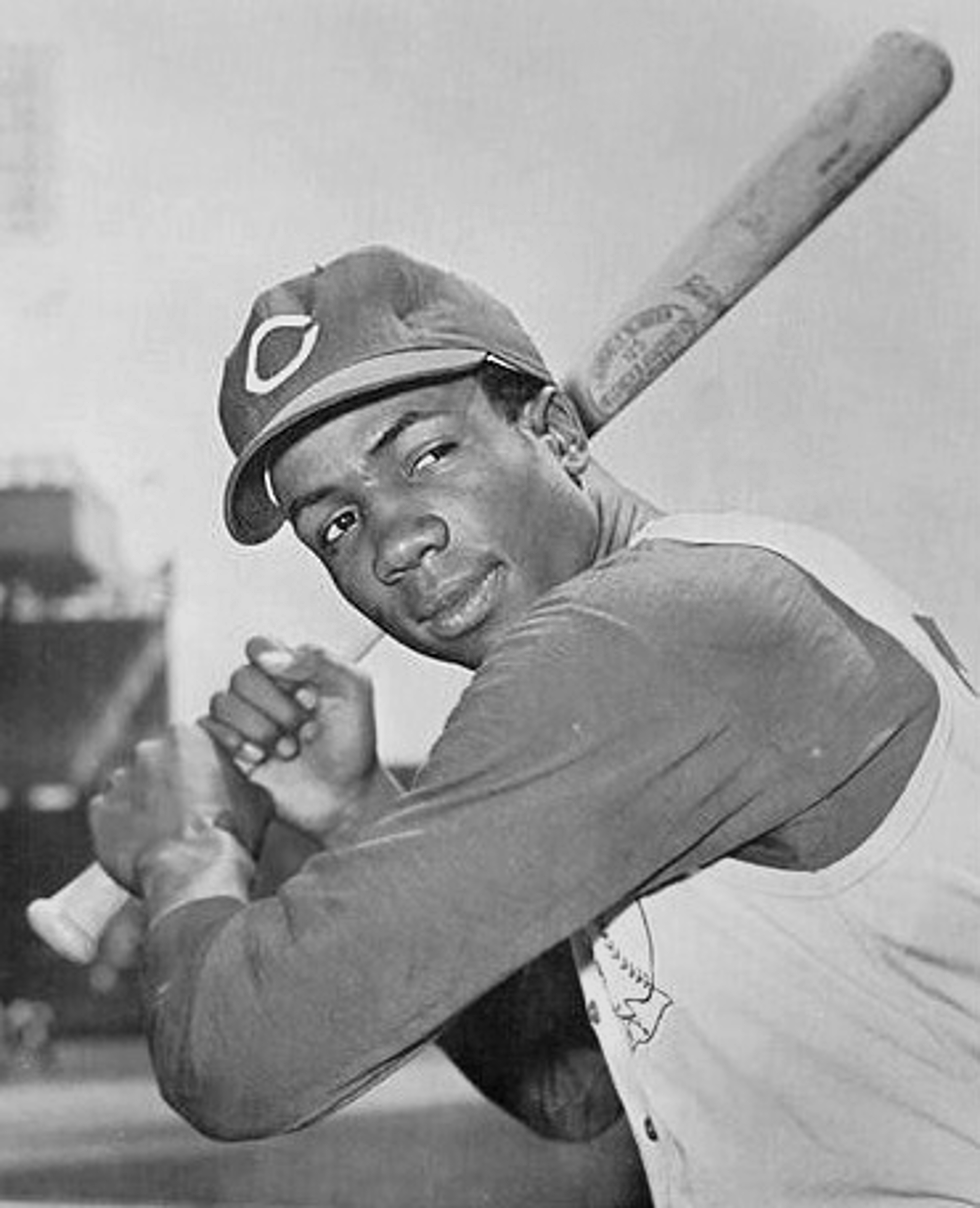
Frank Robinson

### Đội trưởng
- Tommy Corcoran – 1900–1905
- Joe Kelley – 1906
- John Ganzel – 1907
- Hans Lobert – 1909
- Mike Mitchell – 1910–1912
- Ivey Wingo – 1916
- Heinie Groh – 1918–1921
- Jake Daubert – 1922–1924
- Edd Roush – 1925–1926
- Bubbles Hargrave – 1927–1928
- 14 Pete Rose – 1970–1978
- 13 Dave Concepcion – 1983–1988
- 11 Barry Larkin – 1997–2004

### Số áo lưu niệm
Đội Cincinnati Reds đã treo 10 số áo trong lịch sử CLB, cũng như vinh danh Jackie Robinson, người có số áo được treo trên toàn giải đấu Major League Baseball.

Tất cả các số áo đã treo đều được lưu giữ tại Great American Ballpark, phía sau chốt nhà, bên ngoài buồng truyền thông. Cùng với số áo các cầu thủ và huấn luyện viên đã nghỉ hưu, các phát thanh viên sau đây được vinh danh bằng micro tại buồng phát sóng: Marty Brennaman, Waite Hoyt và Joe Nuxhall . 
|                                                |
| Fred Hutchinson HLV Treo ngày October 19, 1964 |

|                                          |
| Johnny Bench C Treo ngày August 11, 1984 |

|                                      |
| Joe Morgan 2B Treo ngày June 6, 1998 |

|                                            |
| Sparky Anderson HLV Treo ngày May 28, 2005 |

|                                           |
| Barry Larkin SS Treo ngày August 25, 2012 |

|                                              |
| Dave Concepción SS Treo ngày August 25, 2007 |

|                                               |
| Pete Rose OF, IF, HLV Treo ngày June 26, 2016 |

|                                                  |
| Ted Kluszewski 1B, Coach Treo ngày July 18, 1998 |

|                                          |
| Frank Robinson OF Treo ngày May 22, 1998 |

|                                           |
| Tony Pérez 1B, HLV Treo ngày May 27, 2000 |

|                                            |
| Jackie Robinson – Vinh danh April 15, 1997 |

### Thành viên được vinh danh trong Đại sảnh Danh vọng Quốc gia
1. ↑  Footer, Alyson (ngày 6 tháng 8 năm 2014). "Reds pay homage to past with 2015 All-Star logo". Reds.com. MLB Advanced Media. Lưu trữ bản gốc ngày 21 tháng 4 năm 2018. Truy cập ngày 21 tháng 4 năm 2018. The primary logo in the center of the illustration depicts the handlebar mustache and old-style square cap worn by the Reds' most traditional mascot, Mr. Redlegs. His perfectly round head sits on top of the Reds' classic oval-shaped "C." The crossed bats represent a traditional baseball design, while the addition of deep red creates dimension to the Reds' colors of red and black.
2. ↑  "Uniforms". Reds.com. MLB Advanced Media. Lưu trữ bản gốc ngày 14 tháng 9 năm 2019. Truy cập ngày 12 tháng 4 năm 2021. For the first time in club history, black became a primary element of the Reds' uniform color scheme in 1999.
3. ↑  Sheldon, Mark (ngày 21 tháng 12 năm 2020). "History of the Reds' team name". MLB.com. MLB Advanced Media. Truy cập ngày 12 tháng 4 năm 2021.
4. ↑  "Reds Timeline". Reds.com. MLB Advanced Media. Lưu trữ bản gốc ngày 13 tháng 6 năm 2019. Truy cập ngày 12 tháng 4 năm 2021.
5. ↑  "Cincinnati Reds Team History & Encyclopedia". Baseball-Reference.com (bằng tiếng Anh). Truy cập ngày 30 tháng 9 năm 2024.
6. ↑  "1869-1999". MLB.
7. ↑  Stewart, Wayne (2002). The History of the Cincinnati Reds. Creative Paperbacks.
8. ↑  Yglesias, Matthew (ngày 20 tháng 3 năm 2012). "Communist Bo Xilai gets ousted: Why do communists like red so much?". Slate Magazine. Lưu trữ bản gốc ngày 18 tháng 6 năm 2012. Truy cập ngày 19 tháng 6 năm 2012.
9. ↑  "History of Reds Logos". Reds.com. MLB Advanced Media. Lưu trữ bản gốc ngày 14 tháng 1 năm 2019. Truy cập ngày 13 tháng 1 năm 2019.
10. ↑  Sheldon, Mark (ngày 1 tháng 12 năm 2006). "Reds unveil new-look uniforms". Major League Baseball Advanced Media. Bản gốc lưu trữ ngày 3 tháng 1 năm 2017. Truy cập ngày 2 tháng 1 năm 2017.
11. ↑  Sheldon, Mark. "Reds not living in the past with bold new look for City Connect uniforms". MLB.com. Truy cập ngày 13 tháng 5 năm 2023.